# Monsieur Le Prof
William Lafleur, nacido alrededor de 1988-1989 y conocido por el seudónimo MonsieurLeProf, es una personalidad francesa de las redes sociales, autor y ex profesor de inglés.

## Biografía
William Lafleur pasó un año en una clase preparatoria literaria en el instituto Cornouaille de Quimper, y luego un año en la Universidad de Bretaña Occidental estudiando para obtener un título en inglés. A los 20 años empezó a trabajar como asistente de lengua extranjera en Escocia y al año siguiente pasó a ser supervisor en Rennes 
William Lafleur obtuvo la CAPES en inglés en 2011. a la edad de 22 años, y comenzó su carrera en la región parisina. Se dio a conocer en la década de 2010 escribiendo en varios blogs y luego en Twitter, donde cuenta sus anécdotas como docente Al mismo tiempo, publicó varios libros sobre la educación y la profesión docente  Inicialmente, quiso permanecer en el anonimato y utilizó el seudónimo de Monsieur le Prof 
Inicialmente humorísticas, sus anécdotas y testimonios en las redes sociales se vuelven cada vez más políticos, sobre todo después de 2018 y de la reforma del bachillerato. A partir de 2023, tiene más de 444 000 seguidores en Twitter y 250 000 seguidores en Facebook.
Destinado a la región parisina, William Lafleur quiso regresar a Bretaña, pero no consiguió su traslado a la academia de Rennes y fue transferido a la academia de Toulouse, que había pedido como tercer opción. En 2022, anunció que se retiraría de la docencia en 2023 después de doce años en el sistema de Educación Nacional, en particular debido al deterioro de las condiciones de trabajo: falta de recursos, elevada cantidad de alumnos por clase, estancamiento de los salarios, baja consideración de la jerarquía y de los padres de familia. pérdida de sentido de la profesión. Su dimisión fue finalmente aceptada por el rectorado después de siete meses 
En septiembre de 2023, William Lafleur publicó L'ex-plus beau métier du monde (El ex-trabajo más hermoso del mundo), un libro en el que denuncia el deterioro de las condiciones laborales en la educación.
En 2024, publicó un libro en el que usted es el héroe, Dans la tête de Monsieur le Prof (En la cabeza del Sr. Profesor ), También participó en la publicación de dos cómics en el universo de Aria  el juego de rol de FibreTigre, como guionista.

## Publicaciones
- William Lafleur (2016). Point Final. Michel Lafon.
- William Lafleur (2016). Monsieur le Prof. Flammarion.
- William Lafleur (2018). #ÉthiqueEtResponsable. Flammarion.
- William Lafleur (2019). Le Hussard Noir. Flammarion.
- William Lafleur (30 août 2023). L’Ex-Plus Beau Métier du monde. Flammarion.
- William Lafleur (2024). Dans la tête de Monsieur le Prof. Makaka Editions.
- Wiliam Lafleur (2024). Chroniques des Mondes d'Aria. Glénat. ISBN 978-2-344-05999-9.
- Wiliam Lafleur (2024). La cité d'Aria - le couronnement. Makaka éditions. ISBN 978-2-367-96017-3.